# Михайловка (Шегарский район)
Михайловка — деревня в Шегарском районе Томской области. В составе Северного сельского поселения.

## История
Основана в 1899 г. В 1926 году состояла из 108 хозяйств, основное население — белорусы. Центр Михайловского сельсовета Кривошеинского района Томского округа Сибирского края.

## Население
| 1926 | 2002 | 2010 | 2012 | 2013 | 2014 | 2015 |
| ---- | ---- | ---- | ---- | ---- | ---- | ---- |
| 646  | ↘29  | ↘8   | →8   | ↘7   | →7   | →7   |
| 2021 |      |      |      |      |      |      |
| ↗21  |      |      |      |      |      |      |